# Blood II: The Chosen
Blood II: The Chosen ist ein Ego-Shooter von Monolith Productions aus dem Jahre 1998. Es ist ein Nachfolger von Blood und wurde von GT Interactive vertrieben. Als Engine wurde die hauseigene LithTech-Engine verwendet.
Mit Blood II: The Nightmare Levels erschien im August 1999 ein Add-On.

## Handlung
Der Spieler steuert einen der vier „Chosen Ones“ (Auserwählten), zu denen auch Caleb, der Protagonist des ersten Teils, zählt. Die Namen der anderen Charaktere lauten Ophelia, Gabriella und Ishmael.
Diese „Helden“ müssen in den Kampf gegen die „Cabal“ ziehen. Bei dieser Gruppe, deren Anhänger bereits im ersten Teil die Gegner stellten, handelt es sich um den Kult des dunklen Gottes „Tchernobog“. Doch über die Zeit hat sich diese Gruppe vom lokalen religiösen Kult zu einer weltweit operierenden Organisation namens „Cabalco“ entwickelt.
Im Gegensatz zum ersten Teil steht die Handlung mehr im Vordergrund.

## Rezeption
Auf der Wertungsaggregator-Seite Metacritic hält das Spiel ein Metascore von 72 Punkten, was die Seite auf gemischte oder durchschnittliche Wertungen zurückführt. GameSpot verglich Blood II mit Quake II, mit dem das Spiel im Singleplayer auf einem Level sei. Allerdings fehle es ihm an Innovation, wie sie in Jedi Knight oder Half-Life zu finden sei. Im Mehrspielermodus gab es laut dem GameSpot-Test zu Release Latenz-Probleme.